# Anonyx pareous
Anonyx pareous är en kräftdjursart som beskrevs av Edward Strieby Steele 1991. Anonyx pareous ingår i släktet Anonyx och familjen Uristidae. Inga underarter finns listade i Catalogue of Life.